# Pionier-Regiment Nr. 35 (Deutsches Kaiserreich)
Das Pionier-Regiment Nr. 35 (ab September 1917 Pionier-Bataillon 35) war ein Verband der Pioniertruppe im deutschen Heer des Ersten Weltkriegs. Die als Teil der deutschen Gastruppen aufgestellte Einheit wurde besonders durch den Einsatz von Giftgas als chemischer Waffe bekannt.

## Geschichte

### Aufstellung
Das Regiment wurde am 27. April 1915 formiert. Als Garnison diente Breloh in der Lüneburger Heide, der nahe Truppenübungsplatz war als „Gasplatz Breloh“ wichtigstes Versuchs- und Trainingsareal.
Die erste deutsche Spezialtruppe für den Gaskampf war nach dem Plan und unter der Aufsicht des späteren Nobelpreisträgers Fritz Haber seit Anfang Januar 1915 aufgestellt worden, nachdem ein entsprechender Vorschlag zum Einsatz von Chlorgas als chemische Waffe durch den Chef des Großen Generalstabs, Erich von Falkenhayn, gebilligt worden war. Den taktischen Wert der Gaswaffe sah Haber darin, dass sie in einem Überraschungsschlag Bewegung in den Stellungskrieg bringen und die erstarrten Fronten aufbrechen sollte. Das Giftgas sollte bei entsprechenden Windverhältnissen durch das „Blasverfahren“ als zusammenhängende Wolke aus den eigenen Stellungen freigesetzt werden, in die feindlichen Reihen strömen und die verschanzten Soldaten aus ihren Stellungen treiben. Die als Desinfektionseinheit getarnte Spezialtruppe für den Einsatz von Giftgas bestand anfangs aus drei Pionierkompanien, die überwiegend aus kriegsfreiwilligen Studenten gebildet wurden. Trainiert wurden sie auf dem Schießplatz Wahn nahe Köln.
Nach dem ersten erfolgreichen Gasangriff während der Zweiten Flandernschlacht am 22. April 1915 bei Ypern wurden aus Habers Spezialtruppe zwei Pionierregimenter gebildet, die auf den Einsatz von Giftgas spezialisiert waren: Am 27. April 1915 wurde zunächst das Pionier-Regiment Nr. 35 formiert (auch „Gasregiment Peterson“ genannt), Anfang Mai das Pionier-Regiment Nr. 36. Erster Kommandeur der Gastruppen war Oberst Max Peterson, der später den Rang eines Generalmajors innehatte.
Jedes dieser neuen Gasregimenter bestand aus zwei Bataillonen zu jeweils drei Kompanien, einer Kompanie für die Bestände (Material), einer Wetter- und einer Funkstation. Eine Gas-Batterie bestand aus zwanzig Gasflaschen. Jeder Trupp musste die Flaschen in die Schützengräben einbauen und tarnen, damit sie nicht vom Flugzeug aus oder von Patrouillen gesehen werden konnten. Diese Arbeit wurde ausschließlich nachts durchgeführt. Auf jeweils einem Kilometer Frontlinie befanden sich fünfzig Batterien zu 1000 Gasflaschen mit insgesamt etwa 20.000 kg Giftgas. Ein Regiment konnte so in fünf Nächten eine Frontlinie von zwölf Kilometern Länge für den Einsatz von Giftgas im Blasverfahren ausrüsten.
In den letzten Kriegsjahren stellten alle kriegführenden Nationen die Blasangriffe zugunsten neu entwickelter Gasgeschosse ein. Durch den Einsatz von Giftgasgranaten und Gaswerfern anstatt des Blasverfahrens sollte ein von Wind und Wetter unabhängiger Einsatz der chemischen Kampfstoffe ermöglicht werden. Im August 1917 wurden die Pionier-Regimenter Nr. 35 und 36 aufgelöst und als Pionier-Bataillone 35, 36, 37 und 38 neu formiert. Noch im letzten Kriegsjahr wurde die Gastruppe erweitert: im Februar 1918 kam das Pionier-Bataillon 39 hinzu, im Juni 1918 die Pionier-Bataillone 94, 95 und 96, so dass es bei Kriegsende acht Giftgas-Einheiten im deutschen Heer gab.

### Gefechtskalender

#### Mai 1915
Einsatz des Pionier-Regiments Nr. 35 auf dem westlichen Kriegsschauplatz: Am 1., 6., 10. und 24. Mai 1915 erfolgten Blasangriffe gegen britische Truppen bei Loos-en-Gohelle (Frankreich).
Mit 10. Mai 1915 wurde dem Pionier-Regiment Nr. 35 die kurz vorher aufgestellte Infanterie-Pionier-Kompagnie Nr. 5 „Schmelzer“ angeschlossen, welche danach als 3. Kompanie des Pionier-Regiments Nr. 35 organisiert wurde und die Bezeichnung „3. Württembergische Pionier-Kompanie“  führte. Diese Einheit unter Oberleutnant Hermann (vom bayerischen Reserve-Feld-Artillerie-Regiment Nr. 5) als Kompanieführer war mit 8. April 1915 aus den Infanteriepionieren der Reserve-Infanterie-Regimenter Nr. 246, 247 und 248 zusammengestellt und „zur Bedienung der neuen Munition“ (Giftgas) ausgebildet worden.
Von 15. Mai bis Ende Mai 1915 erfolgte ein erster Fronteinsatz der 3. Kompanie des Regiments östlich und südöstlich von Ypern, wo sie am 23. und 24. Mai 1915 einen Gasangriff durchführte.

#### Juni bis Juli 1915
Einsatz auf dem westlichen Kriegsschauplatz: Von Anfang Juni bis 26. Juli 1915 Einsatz der 3. Kompanie in den Argonnen bei Binarville (Frankreich). Bis 8. Juni 1915 Vorbereitung eines Gasangriffes an der Marne bei Binarville. Der Angriff wurde wegen ungünstiger Windverhältnisse nicht ausgeführt. Ausbildung am „Flottenatmer“ (Tauchretter-Atemschutzgerät) in Challerange und Stellungsbau im Dieusson-Moreau-Tal.

#### Juli bis August 1915
Verlegung auf den östlichen Kriegsschauplatz ab 27. Juli 1915: Die 3. Kompanie begann mit der Vorbereitung eines Gasangriffes gegen die Festung Lomscha und Osowiec. Der Angriff gegen Lomscha fand nicht statt, da sich der Feind am 7. August 1915 zurückzog.

#### August 1915 bis Mai 1916
Verlegung auf den westlichen Kriegsschauplatz mit Aufenthalten in Johannisburg in Ostpreußen und bei Antwerpen: Die 3. Kompanie wurde von Mitte August 1915 bis Ende Mai 1916 bei der 29. Infanterie-Division östlich Reims (Frankreich) zugeteilt, wo sie an der Marne zur Abwehr eines erwarteten französischen Angriffes zum Einsatz kam:
- Gasangriff bei Pontfaverger durch Abblasen am 19. Oktober 1915
- Gasangriff bei Pontfaverger durch Abblasen am 29. Oktober 1915. Mit 21. November 1915 erhält die 3. Kompanie die Bezeichnung 3. (Württembergische) Kompagnie Pionier-Regiments Nr. 35.[2]
- Gasangriff durch Abblasen bei Montfaucon am 26. November 1915
- Gasangriff bei Péronne an der Somme im Januar 1916
- Gasangriff bei Liancourt am 21. Februar 1916
- Gasangriff bei St. Souplet an der Somme am 19. Mai 1916. Der dafür notwendige Einbau von Gasflaschen-Batterien südlich von St. Souplet hatte Anfang März 1916 begonnen. Wegen ungünstigen Windes, der einen Blasangriff unmöglich machte, wurde die 3. Kompanie vom 23. März bis 9. April 1916 der 17. Infanterie-Division bei Bémont zu Schanzarbeiten zur Verfügung gestellt.[2]

#### Mai bis Dezember 1916
Verlegung auf den östlichen Kriegsschauplatz: Die 3. Kompanie wurde von Ende Mai bis Anfang Dezember 1916 u. a. im Rahmen der Brussilow-Offensive im Abschnitt östlich Smarhon–Baranawitschy (Weißrussland) eingesetzt:
- Gasangriff bei Smarhon (Smorgon) am 2. Juli
- Gasangriff bei Smarhon (Smorgon) am 2. August
- Gasangriff gegen russische Stellungen an der Schtschara bei Baranawitschy am 3. September
- Gasangriff an der Schtschara am 6. Oktober
- Gasangriff an der Schtschara am 28. November

#### Dezember 1916 bis Juli 1917
Verlegung auf den westlichen Kriegsschauplatz: Die 3. Kompanie wurde von Anfang Dezember 1916 bis Juli 1917 nordöstlich Reims (Frankreich) eingesetzt:
- Bau einer Abblasstelle und Gasangriff bei Époye an der Marne am 31. Januar 1917
- Vorbereitung eines Angriffes bei Thiaucourt südwestlich von Metz
- Gasangriff bei Thiaucourt am 7. April 1917
- Gasangriff bei Thiaucourt am 1. Juli 1917

Diese Einsätze stehen in Zusammenhang mit den deutschen Operationen um Verdun sowie an der Aisne.

#### Juli bis Oktober 1917

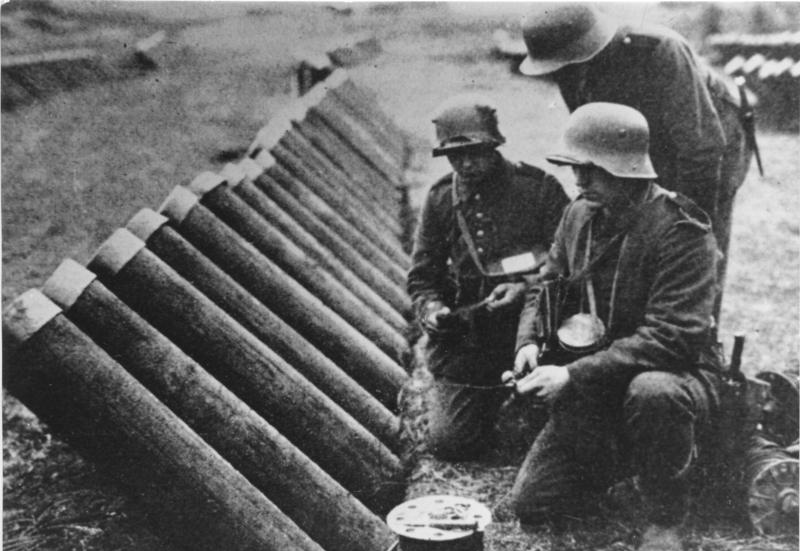
Deutsche Truppen mit 18cm-Gaswerfern an der Westfront

Abzug vom westlichen Kriegsschauplatz, von Juli bis Mitte September 1917 Verlegung nach Machalt bei Reims zur Umorganisation der Pionier-Regimenter Nr. 35 und 36: Mit Auflösung des Pionier-Regiments Nr. 35 zum 31. August 1917 und Neuaufstellung zum 1. September 1917 als Pionier-Bataillon 35 erhielt die 3. Kompanie die Bezeichnung 3. (Württembergische) Kompagnie Pionier-Bataillons Nr. 35. Anschließend erfolgte von Mitte September bis Anfang Oktober 1917 eine Ausbildung an neuem Gasgerät (Gasminenwerfer) bei Sedan. Als Ersatztruppenteil diente das Württembergische Detachement beim Pionier-Bataillon 36.

#### Oktober bis November 1917

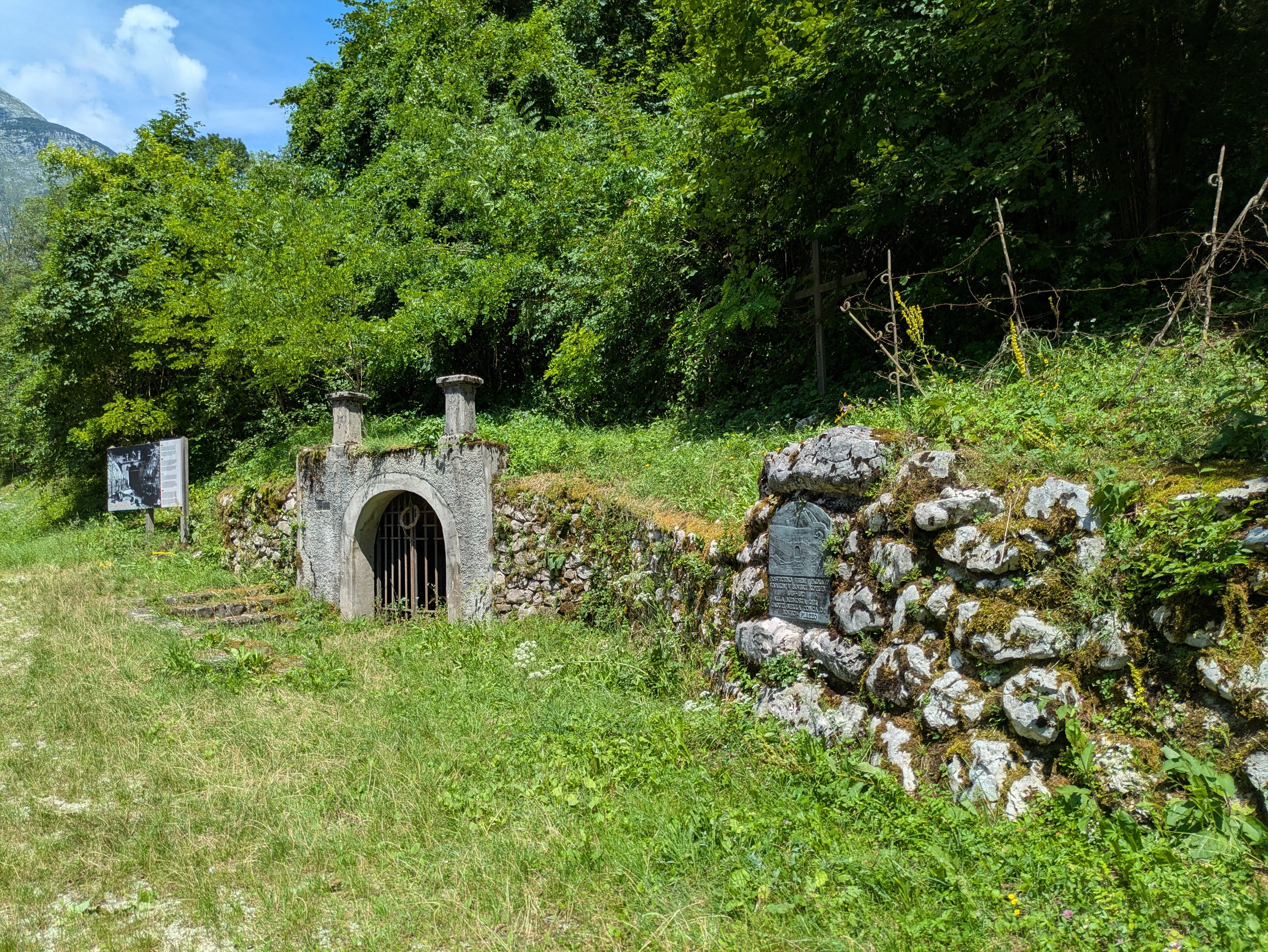
Gedenkstätte südlich von Bovec für den Giftgas-Angriff des Pionier-Bataillons 35 am 24. Oktober 1917 zum Auftakt der 12. Isonzoschlacht

Verlegung an die Südfront und Unterstellung des Pionier-Bataillons 35 unter die k.u.k. 22. Schützen-Division: Die 3. Kompanie wurde von Anfang Oktober bis November 1917 an der Isonzo-Front eingesetzt. Dabei führte die Einheit im Oktober 1917 zum Auftakt der 12. Isonzoschlacht den bis dahin folgenreichsten Einsatz von Giftgas durch. Anstatt der bisher von österreichisch-ungarischen Truppen verwendeten „B“- und „C“-Kampfstoffe, die die Italiener nicht mehr fürchteten, kam das von der Westfront stammende Verfahren des „Buntschießens“ mittels Gasminenwerfern zum Einsatz. Zur Unterstützung eines österreichisch-ungarischen Angriffes setzten deutsche Pioniereinheiten ab dem 24. Oktober 1917 in der Schlacht von Karfreit Gaswerfer mit 70.000 Grün- und Blaukreuzgranaten mit den an der Südfront neuen Substanzen Chlorarsen und Diphosgen ein. Die Gaswerfer wurden gezündet, um die Naklo-Schlucht südlich von Flitsch – im Bereich zwischen dem heutigen Flugplatz Bovec und der über die Soča nach Čezsoča führenden Brücke – mit 5–6 Tonnen Grünkreuz zu füllen. Hierbei starb eine gesamte italienische Einheit, welche dem Infanterieregiment 87 der Brigade “Friuli” angehörte. Major Graf von Pfeil und Klein Ellguth, der Kommandeur des Pionier-Bataillons 35, das den Gaswerferangriff bei Flitsch befehligte, beschrieb die Wirkung: „Bereits 1015 vorm. wurden die Schluchten vollkommen gasfrei angetroffen und eine vollkommene Gaswirkung festgestellt. Nur vereinzelte noch lebende, schwer kranke Italiener wurden aus der vordersten feindlichen Stellung zurückgebracht, in der Schlucht selbst war die gesamte Besatzung, etwa 500 bis 600 Mann, tot. Nur wenige hatten die Masken aufgesetzt, die Lage der Toten ließ auf plötzlichen Gastod schließen. Es wurden auch verendete Pferde, Hunde und Ratten gefunden.“ Die deutschen und österreichisch-ungarischen Verbände hatten es dadurch erheblich leichter, den Durchbruch durch die italienische Front zu erreichen. Auch die psychologische Wirkung war verheerend. Sehr viele Italiener ergaben sich den Angreifern, die Kampfmoral sank drastisch. Die italienische Front musste bis an den Piave zurückgenommen werden; zur Verstärkung wurden französische und britische Verbände an diese Front verlegt.

#### November 1917 bis März 1918
Verlegung auf den westlichen Kriegsschauplatz: Die 3. Kompanie wurde von November 1917 bis März 1918 im Raum südlich Dieuze (Frankreich) eingesetzt:
- Gasminenwerfer-Angriff bei der Bay. 1. Landwehr-Division bei Réchicourt am 6. Dezember 1917
- Gasminenwerfer-Angriff bei der 48. Landwehr-Division südlich Leintrey am 28. Dezember 1917
- Gasminenwerfer-Angriff bei der Bay. 4. Infanterie-Division südlich Thiaucourt am 26. Januar 1918
- Gasminenwerfer-Angriff bei der 4. bayerischen Infanterie-Division südlich Thiaucourt am 15. Februar 1918
- Gasminenwerfer-Angriff bei der 78. Reserve-Division südwestlich Thiaucourt am 22. Februar 1918
- Gasminenwerfer-Angriff bei der 78. Reserve-Division südwestlich Thiaucourt am 1. März 1918

#### März bis April 1918
Einsatz auf dem westlichen Kriegsschauplatz: Verlegung der 3. Kompanie an die Siegfriedstellung nach Saint-Quentin (Frankreich) zur Teilnahme an der großen Frühjahrsoffensive in der „Zone rouge“:
- Gasminenwerfer-Angriff bei Gauchy am 21. März 1918
- Gasminenwerfer-Angriff auf die Südvorstadt von Chauny am 6. April 1918

#### Mai bis September 1918
Einsatz auf dem westlichen Kriegsschauplatz: Die 3. Kompanie wurde von Mai bis Ende September 1918 zur Offensive auf Reims (Frankreich) herangezogen:
- Gasminenwerfer-Angriff auf Courcy am 2. Mai
- Minenwerfer-Angriff mit Sprengminen auf das Grabensystem bei Courcy am 6. Mai
- Gasminenwerfer-Angriff gegen den Aisne-Marne-Kanal am 27. Mai
- Gasminenwerfer-Angriff auf Reims am 18. Juni
- Gasminenwerfer-Angriff in Diksmuide am 15. September
- Gasminenwerfer-Angriff in Diksmuide am 17. September

#### September bis November 1918
Einsatz auf dem westlichen Kriegsschauplatz: Die 3. Kompanie des Pionier-Bataillons 35 wurde von Ende September bis zum 11. November 1918 dem Marinekorps Flandern sowie der Bay. 14. und 16. Infanterie-Division zu Sprengungen beim Rückzug und zum Stellungskampf in Flandern zugeteilt.

### Kriegsende
Nach dem Waffenstillstand am 11. November 1918 erfolgte im November und Dezember der Rückmarsch durch Belgien bis Lüttringhausen in Westfalen, vom 21. bis 23. Dezember 1918 dann der Rücktransport per Bahn nach Ulm, wo am  23. Dezember 1918 die Demobilisierung der 3. Kompanie des Pionier-Bataillons 35 begann.

## Verweise